# ネオペイガニズム
ネオペイガニズム（英: neopaganism, neo-paganism）または復興異教主義（ふっこういきょうしゅぎ）は多種多様な現代の宗教的な運動。特にヨーロッパにキリスト教が布教され、信仰される以前の土着の宗教や自然崇拝的なペイガニズムの信条によって影響されたものに用いられる包括的な用語である。

## 定義
ネオペイガニズム的な運動はきわめて多様で、多神教からアニミズムに、汎神論から他のパラダイムに広くわたる信条である。ネオペイガニズム運動は、まったく現代的な起源の宗教的活動を行なうものが多いが、他方では、歴史的・民俗的起源を持つ、土着的・民族的宗教を再建または復興させようとするものもある 。
ネオペイガニズムは、先進工業国のポスト近代主義的な展開であり、アメリカ合衆国と英国でかなりの勢力を持ち、ヨーロッパ大陸（ドイツ語圏、スカンジナビア、スラブ、ラテン地域他）にもみられる。
最大のネオペイガニズム運動はウイッカであり、他のかなりの規模のネオペイガニズム信仰としてはネオドルイド教、ゲルマン・ネオペイガニズムやスラブ・ネオペイガニズムなどがある。